# Rauhajärvi (sjö i Södra Savolax)
Rauhajärvi är en sjö i Finland. Den ligger i kommunen S:t Michel i landskapet Södra Savolax, i den södra delen av landet, 220 km nordost om huvudstaden Helsingfors. Rauhajärvi ligger 100,1 meter över havet. Arean är 11,27 kvadratkilometer och strandlinjen är 66,87 kilometer lång. Sjön  ingår i Kymmene älvs huvudavrinningsområde.   I omgivningarna runt Rauhajärvi växer i huvudsak blandskog. Den sträcker sig 9,4 kilometer i nord-sydlig riktning, och 8,2 kilometer i öst-västlig riktning.
I övrigt finns följande i Rauhajärvi:
- Palosaari (en ö)
- Mansikkasaari (en ö)
- Noukansaari (en ö)
- Saaruansaari (en ö)
- Siltasaari (en ö)
- Rieponsaari (en ö)